# (17381) 1981 EC11
A (17381) 1981 EC11 a Naprendszer kisbolygóövében található aszteroida. Schelte J. Bus fedezte fel 1981. március 1-jén.